# Dudua metallota
Dudua metallota es una especie de mariposa del género Dudua, familia Tortricidae.
Fue descrita científicamente por Lower en 1901.